# سوسن اسمانجوني
السوسن  أو السَوْسَن الاسْمَانْجُونِي أو السَوْسَن الاسْمَنْجُونِي أو الإِيرْسَا أو عرق طيب أو سوسن أبيض أو سوسن فلورنسة أو الدهق (من اليونانية: إِيرِيسْ) نبات اسمه العلمي (.Iris florentina L). هذا الاسم غير مقبول علميا ويعتبر صنفًا ضمن السوسن الجرماني (باللاتينية: Iris germanica var. florentina).
'الماهية: هو أصل السوسن الأسمانجوني وهو من الحشائش ذات السوق وعليه زهوة مختلفة مركبة من ألوان من بياض وصفرة وأسمانجونية وفرفيرية وهذا يسمى إيرسا أي قوس قزح. ورق الإيرسا يشبه ورق السوسن البري غير أنه أطول وأكبر منه وله ساق عليه زهوة يواري بعضها بعضاً وهو مختلف الألوان منه ما لونه يضرب إلى الصفرة أرجوانياً ومنه ما يضرب إلى لون السماء.'
'ومن أجل اختلاف لونه شبه بالإيرسا وسمي به وله أصول صلبة ذات عقد طيبة الرائحة وينبغي إذا لقظ أن يجفّف في الظل وينطم في خيط الكتان.'
'لاختيار: الجيّد منه هو الصلب الكثيف المذذ العصير إلى الحمرة طيّب الرائحة ليس يشم منه رائحة البري ويحذ اللسان ويحرك العطاس بقوة.'
'الطبع: حار يابس في اًخر الثانية.'
'الأفعال والخواص: مسخن ملطف منضج مفتّح جلاء منقّ وعصيره يحل بماء العسل ينقّي البلغم الغليظ ويخرجه.'
'الزينة: مع مثله خربق ينقّي الكلف والنمش ويفعل ذلك وحده.'
'الأورام والبثور: المصلوق منه يليّن الصلابات والأورام الغليظة والخنازير والبثور الخبيثة.'
'الجراح والقروح: ينفع من القروح الوسخة وينبت الدم في النواصير ولو ذروراً ويكسو العظام لحماً جيداً.'
'آلات المفاصل: دهنه يحل الاعياء وإذا شرب بخل أو شرب بشراب نفع من التشنّج وهتك العضل وحقنته تنفع من عرق النسا.'
'أعضاء الرأس: ينوّم ويزيل الصداع المزمن وقد يخلط به دهن ورد وخل فيمنع الصداع وحده ويعطس.'
'والمضمضة.'
'بطبيخه تسكن وجع الأسنان ويسكن دهنه مع الخل دويّ الأذن ويمنع النزلات المزمنة.'
'ودهنه يذهب نتن المنخرين وطبيخه أيضاً وينفع من التقرح.'
'أعضاء العين: يجلب الدموع.'
'أعضاء النفس والصدر: يسكن وجع الجنب وينفع من السعال لا سيما عن رطوبة غليظة وذات الرئة وعسر النفس والخناق ويدفع ما يعسر دفعه من الفضول المحتبسة في الصدر بتلطيفه البالغ مع التفتيح ويشرب في علل الصدر بالمبيختج والتمضمض به يضمر اللهاة.'
'أعضاء الغذاء: يسكِّن وجع الكبد والطحال الباردين إذا شرب بالخل وخاصة للطحال وينفع من الاستسقاء شرباً وطلاء.'
'أعضاء النفض: يفتح أفواه البواسير ويزيل المغص ويزيل الامذاء وكثرة الاحتلام ويدر الطمث بالشراب ويجلس في طبيخه لصلابة الرحم وأوجاعه الباردة.'
'واستعمال الفرزجة منه بعسل يسقط ودهنه نافع للرحم ويسفل الماء الأصفر والمرة والبلغم إذا سقي من عتيقه المتفتّت بالعسل والشربة نصف أوقية إلى سبع درخميات.'
'الحميات: دهنه يزيل البرد والنافض.'
'السموم: إذا شرب بالخل ينفع من السموم كلها.'